# آیروندیل (جورجیا)
آیروندیل (به انگلیسی: Irondale) یک منطقهٔ مسکونی در ایالات متحده آمریکا است که در شهرستان کلیتون، جورجیا واقع شده‌است. آیروندیل ۸٫۳ کیلومتر مربع مساحت و ۷٬۴۴۶ نفر جمعیت دارد و ۲۵۵ متر بالاتر از سطح دریا واقع شده‌است.